# (66458) Romaplanetario
(66458) Romaplanetario (1999 QV1) – planetoida z pasa głównego asteroid okrążająca Słońce w ciągu 4,22 lat w średniej odległości 2,61 j.a. Odkryta 22 sierpnia 1999 roku.